# Конституционный референдум в Азербайджане (2002)
Конституционный референдум в Азербайджане был проведен 24 августа 2002 года. Избирателям было предложено восемь вопросов, по всем приняты положительные решения, по крайней мере 96 % проголосовали «за».

## Фон
22 июня 2002 года Президент Гейдар Алиев предложил 39 поправок к 23 статьям Конституции. В соответствии с законодательством, принятие поправок требует референдум с явкой не менее 50 %.
Предложение было одобрено в Конституционном Суде 21 июня. 24 июля Центральная избирательная комиссия постановила, что на референдуме будут поставлены восемь отдельных вопросов, несмотря на требования оппозиции о том, что каждая поправка должна ставится на голосование отдельно. 30 августа комиссия вынесла решение, что абсолютные цифры голосования не будут опубликованы, только проценты.
29 июля в Национальном собрании одобрили утверждение поправок (94 депутата из 99).

## Предложения

### Первый вопрос
Избиратели должны были высказаться относительно права каждого гражданина обращаться с жалобой в Конституционный суд страны с целью восстановления нарушенных прав и свобод, что отсутствовало в нынешних положениях Конституции.
Здесь же определяется порядок избрания уполномоченного представителя президента страны по правам человека, определяются компетенции апелляционных судов, порядок назначения судей апелляционных судов страны.

### Второй вопрос
Предлагается заменить «военную службу» «альтернативной службой» для лиц, которые не могут в силу своих убеждений нести военную службу.

### Третий вопрос
Предлагается ввести порядок, в соответствии с которым не может быть проведен референдум по вопросам налогов и госбюджета, амнистии и помилования, порядку назначения, выбора и утверждения должностных лиц, полномочия по которым отнесены к органам законодательной или исполнительной власти.

### Четвертый вопрос
Четвёртый вопрос, касающейся выборов депутатов законодательной власти страны. Предлагается отменить пропорциональную систему выборов, оставив только мажоритарную.

### Пятый вопрос
Пятый вопрос, касающийся порядка избрания президента страны, предлагается избирать президента «большинством более половины» избирателей, а не «большинством в две трети».

### Шестой вопрос
Предлагается внести изменение, в соответствии с которым полномочия президента страны, в случае досрочного сложения им своих полномочий, передаются премьер-министру, а не председателю парламента.

### Седьмой вопрос
Предлагаются изменения, связанные с судебной реформой, функциями Верховного суда и прокуратуры.

### Восьмой вопрос
Касается местного самоуправления Нахичеванской республики.

## Результаты
| Вопрос                      | За      | Против | Недействительных | Общего числа голосов | Зарегистрированных избирателей | Явка    |
| --------------------------- | ------- | ------ | ---------------- | -------------------- | ------------------------------ | ------- |
| Вопрос 1                    | 97.07 % | 2.63 % | 0.28 %           | 3,899,242            | 4,407,417                      | 88.47 % |
| Вопрос 2                    | 97.01 % | 2.69 % | 0.30 %           | 3,899,242            | 4,407,417                      | 88.47 % |
| Вопрос 3                    | 96.82 % | 2.69 % | 0.35 %           | 3,899,242            | 4,407,417                      | 88.47 % |
| Вопрос 4                    | 96.77 % | 2.69 % | 0.41 %           | 3,899,242            | 4,407,417                      | 88.47 % |
| Вопрос 5                    | 96.99 % | 2.73 % | 0.28 %           | 3,899,242            | 4,407,417                      | 88.47 % |
| Вопрос 6                    | 96.79 % | 2.92 % | 0.29 %           | 3,899,242            | 4,407,417                      | 88.47 % |
| Вопрос 7                    | 96.79 % | 2.80 % | 0.41 %           | 3,899,242            | 4,407,417                      | 88.47 % |
| Вопрос 8                    | 96.53 % | 2.80 % | 0.41 %           | 3,899,242            | 4,407,417                      | 88.47 % |
| Источник: Прямая Демократия |         |        |                  |                      |                                |         |